# Geretsried
Geretsried là một thị xã trong huyện Bad Tölz-Wolfratshausen, bang Bayern nước Đức. Đô thị Geretsried có diện tích 24,65 km², dân số thời điểm ngày 31 tháng 12 năm 2006 là 23.337 người. Geretsried nằm bên sông Isar và có các cộng đồng Gartenberg, Gelting, và Stein. 